# Medidas de Emergência do Planalto
As Medidas de Emergência do Planalto foram, durante a Governo João Figueiredo, uma série de determinações que vigoraram por 60 dias no Distrito Federal e em alguns municípios goianos próximos por ordem do então presidente para, entre outros efeitos, limitar filmagens e o trânsito de pessoas.

## Contextualização
Alegando que era necessária a manutenção da ordem pública durante a votação da Emenda Dante de Oliveira, o então Presidente da República, General João Figueiredo, impôs as medidas de emergência. Tais determinações destinavam-se a evitar que as crescentes pressões populares em torno da redemocratização criassem um quadro favorável à vitória da emenda

## O Decreto
Em 19 de outubro de 1983, o presidente Figueiredo determinou, pelo Decreto n.º 88.888, o estabelecimento de medidas emergenciais na área do Distrito Federal e nos dez municípios goianos mais próximos. As medidas valeriam no período de 20 a 30 de abril, considerando que a votação da emenda Dante de Oliveira aconteceria no dia 25. Pelo decreto, nos dias em que vigorassem as medidas de emergência, o exército assumiria o controle da segurança pública, garantiria a vigência da proibição às manifestações de rua, patrulharia os aeroportos e todas as vias de acesso ao Distrito Federal. As rádios e as TVs também ficariam impedidas de transmitir ao vivo a sessão da Câmara em que ficaria apreciada a emenda das Diretas Já!

## Cumprimento
A responsabilidade pela execução das medidas foi destinada ao General Newton Cruz, ex-chefe do SNI que à época ocupava o Comando Militar do Planalto

## Caso OAB-DF
Alegando que a OAB-DF teria desrespeitado a portaria do Ministério do Exército que proibia temporariamente reuniões políticas, o general Newton Cruz, por meio da Secretaria de Segurança Pública, ordenou a interdição da sede da Ordem. A polícia invadiu o prédio na madrugada posterior ao fim do I Encontro dos Advogados de Brasília e apreendeu as fitas utilizadas para registrar o evento.
No dia seguinte, o então presidente da OAB-DF, Maurício Corrêa, convocou a imprensa para denunciar a invasão. Durante a entrevista, o delegado João Alvares Bimbato, da 2ª Delegacia de Polícia do DF chegou com a ordem para interditar a entidade. Dirigentes, associados e empregados da OAB-DF, além dos jornalistas, ficaram retidos no prédio por quase uma hora, por determinação da polícia. Na leitura do ato de intervenção, o delegado Bimbato disse que a partir daquele momento estavam proibidas todas as atividades da OAB no prédio, inclusive as administrativas.
O presidente da Ordem, Maurício Corrêa se recusou a assinar o documento. Os advogados desceram a pé os 4 andares do prédio, e no térreo, de mãos dadas, foram até o mastro onde estavam hasteadas as bandeiras do Brasil e da OAB e cantaram o hino nacional. O general Newton Cruz admitiu que houve "excesso de zelo" das autoridades e o prédio foi liberado no final da tarde.